# Chimaira (Band)
Chimaira [kaɪ'mɪəɻə] (Originalgetreue Transkription von Χίμαιρα, siehe Chimära) war eine US-amerikanische Metal-Band aus Cleveland, Ohio. Die Band wird als Begründer der sogenannten New Wave of American Heavy Metal angesehen.

## Geschichte

### Gründung undThe Impossibility of Reason(1998–2003)
Chimaira wurde 1998 von Mark Hunter und Jason Hager gegründet. Anfangs musikalisch noch eher in Richtung Nu Metal beheimatet, änderte die Band ihren Musikstil aber dann und spielte eher Metalcore. Schon nach den ersten Monaten des Bestehens, traten sie als Vorgruppe von Bands wie Machine Head, Overkill oder Cannibal Corpse auf.

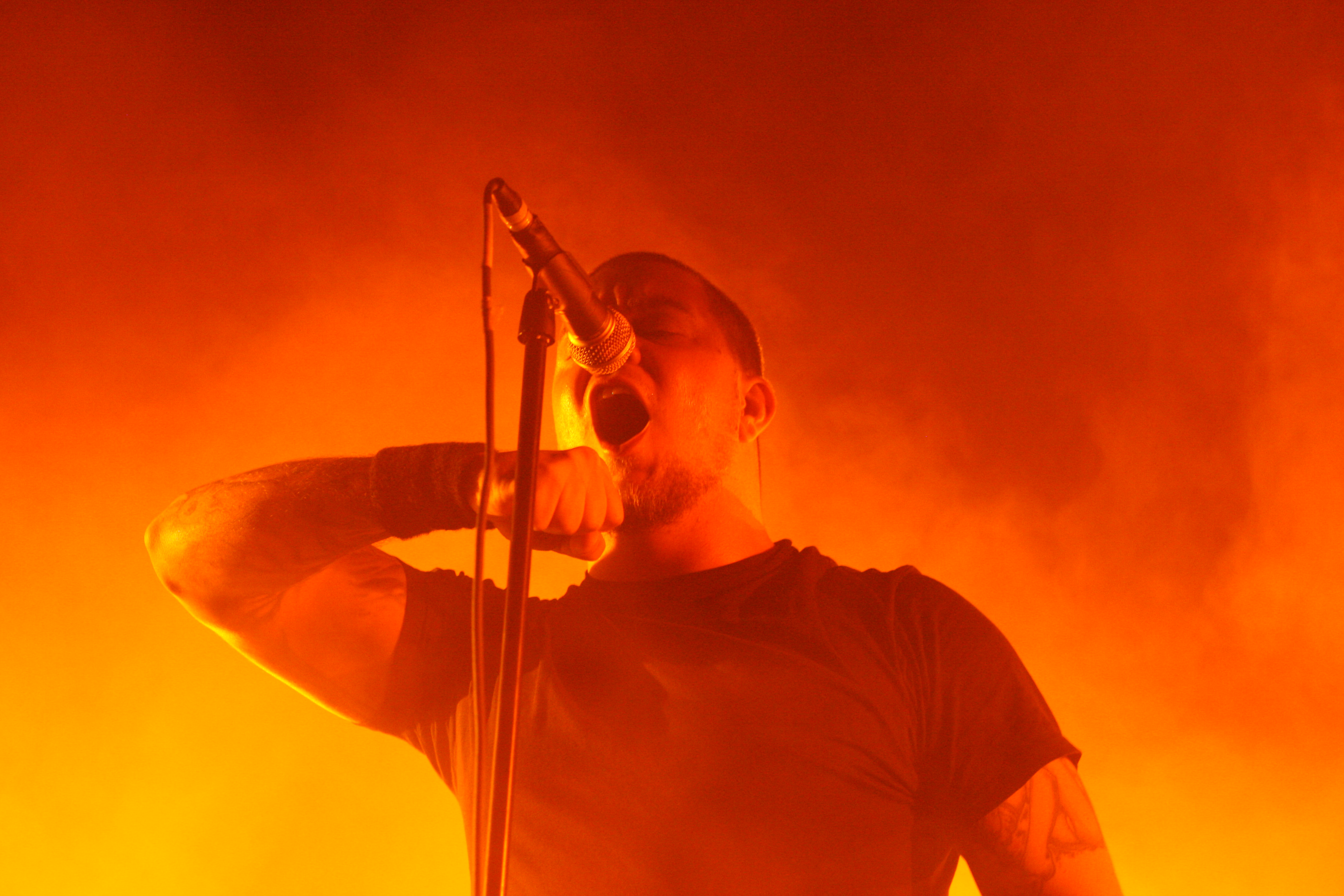
Sänger Mark Hunter 2008

2000 veröffentlichten Chimaira ihre erste EP This Present Darkness bei East Coast Empire Records, darauf erhielten Chimaira einen Vertrag bei Roadrunner Records. Mit Roadrunner Records brachten sie 2001 auch ihr erstes Studio-Album, Pass Out Of Existence, heraus. Kurz nach der Veröffentlichung stieg Jason Hager aus seiner Band aus. Als Ersatz für ihn wurde Matt DeVries engagiert. In nun neuer Formation gingen sie mit Bands wie beispielsweise Slayer, Fear Factory und Danzig auf Tour.
Ihr zweites Album, The Impossibility of Reason, erschien 2003 und ging stilistisch deutlich mehr in Richtung Metal. Die folgende Tour bestritten sie zusammen mit Ill Niño und Spineshank. Von dieser Tour wurden sieben Lieder aufgenommen und zusammen mit vier Videos, einer Dokumentation und der remasterten This-Present-Darkness-EP 2004 auf der DVD The Dehumanizing Process veröffentlicht.

### Besetzungswechsel undChimaira(2003–2006)
Weiterhin ging die Band noch mit In Flames, Slipknot, Soilwork und Every Time I Die auf Tour. Dabei verließ Andols Herrick Chimaira und musste von dem Soilwork-Schlagzeuger Rickard Evensandt ersetzt werden, der aber nicht lange Mitglied der Band war. Einen festen Schlagzeuger fand die Band erst 2004 mit Kevin Talley, mit welchem sie durch die USA und anschließend durch Australien tourten. Im Anschluss daran begaben sich Chimaira noch einmal ins Studio, um ihr drittes Album Chimaira aufzunehmen. Sie spielten daraufhin auf Konzerten mit Bands wie GWAR, DevilDriver oder Opeth. Im August 2005 schließlich erschien dann das Thrash-Metal-lastigere Album Chimaira.
Im Januar 2006 kehrte, nach zweijähriger Selbstfindungspause, Andols Herrick in die Band zurück, nachdem ihm während der Aufnahmen zum Jubiläumsalbum anlässlich des 25. Geburtstags von Roadrunner Records (Roadrunner United) klar wurde, wie sehr ihm die Band fehlte.
Mit dem Lied Army of Me war die Band im Soundtrack zu Freddy vs. Jason zu hören.

### ResurrectionundThe Infection(2006–heute)

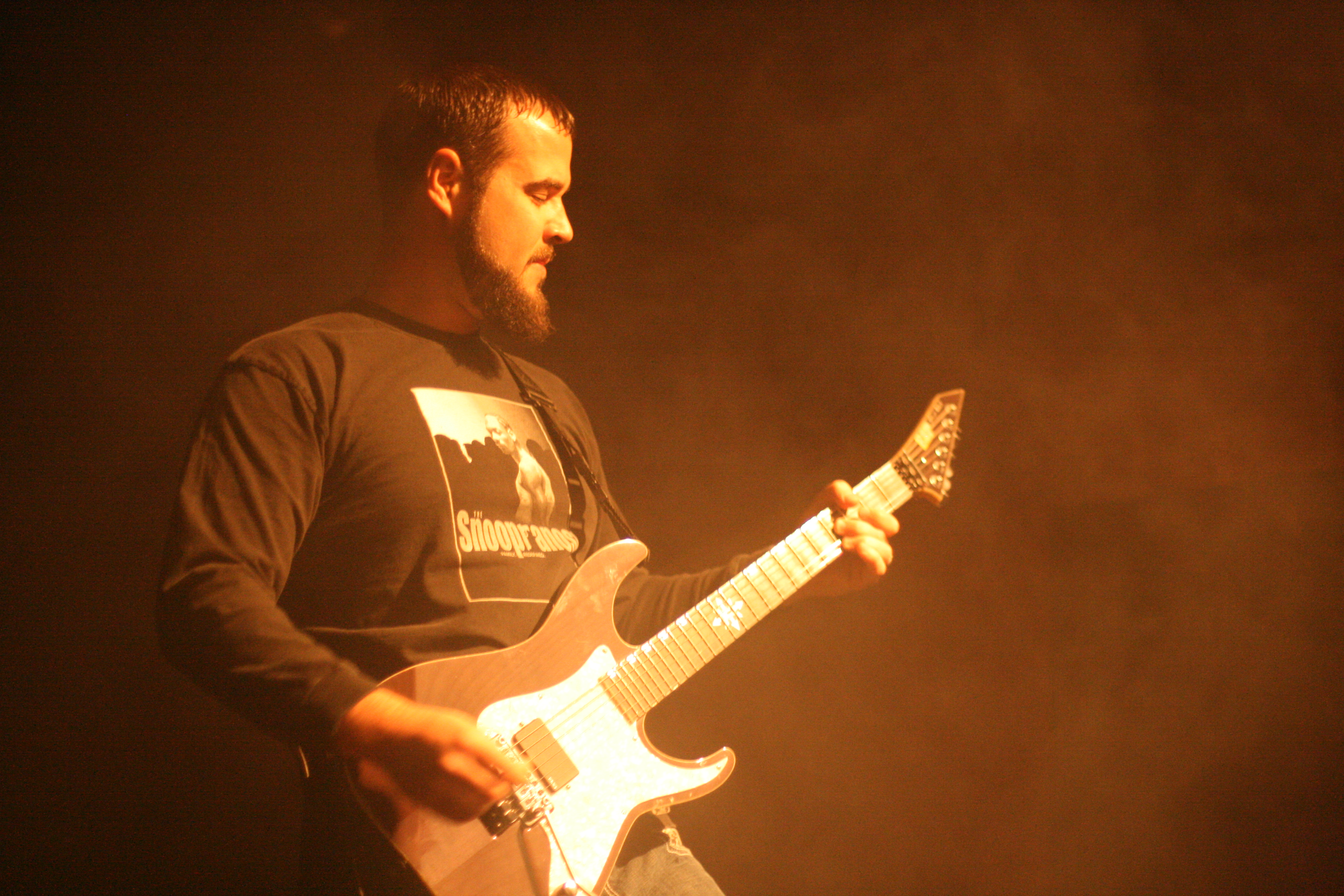
Gitarrist Rob Arnold 2008

Mitte Oktober 2006 wurde bekannt, dass die Band bei neuen Musiklabels unterschrieben hat. Das nächste Album sollte in den Vereinigten Staaten bei Ferret Records, im Rest der Welt über das deutsche Label Nuclear Blast erscheinen. Am 2. März 2007 wurde das neue Album Resurrection in Europa veröffentlicht.
Das darauf folgende Album The Infection ist am 24. April 2009 erschienen.
Am 22. November 2010 verließ Bassist Jim LaMarca die Band, Emil Werstler von Dååth ersetzt LaMarca am Bass.
Dazu verließen Andols Herrick und Chris Spicuzza die Band und wurden durch Austin D’Amond (Bleed the Sky) und Sean Z. (Daath) ersetzt.
Dazu verkündete Matt „MFA“ DeVries am 12. August 2011, dass er die Band aus persönlichen Gründen verlassen werde.
2011 verließ auch der langjährige Lead-Gitarrist Rob Arnold die Band.
Nachdem mit Emil Werstler, Matt Szlachta, Sean Zatorsky, Jeremy Creamer und Austin D’Amond alle Bandmitglieder abgesehen von Gründungsmitglied Mark Hunter Anfang September 2014 die Band verlassen hatten, wurde über die offizielle Website die Auflösung Chimairas bekanntgegeben.

## Reunions

### 2017 Chimaira Christmas Reunion
Ende 2017 lud Gitarrist Rob Arnold ein Bild hoch, auf dem die Zahlen "1514688300" zu sehen waren. Später stellte sich heraus, dass es sich dabei um einen Unix-Zeitstempel für das Datum und die Uhrzeit der Reunion-Show der Band handelte. Am 21. Juni 2017 gab ThePRP.com bekannt, dass eine einmalige Reunion der 
der "klassischen" Bandbesetzung am 30. Dezember 2017 während des "Chimaira Christmas Event" der Gruppe stattfinden würde. Dies wäre der erste Auftritt seit sieben Jahren in dieser Besetzung. Später teilte die Band diese Nachricht auf ihrer offiziellen Facebook-Seite und bestätigte sie.
Am 15. Dezember 2017 wurde bekannt gegeben, dass Schlagzeuger Andols Herrick aus gesundheitlichen Gründen nicht mehr an der Reunion-Show teilnehmen würde, und dass der ehemalige Chimaira-Schlagzeuger Austin D'Amond seinen Platz einnehmen würde.

### Abgesagte 2020 Christmas Reunion
Am 14. Oktober 2020 gab Rob Arnold bekannt, dass Chimaira mit der Planung einer weiteren Reunion-Show begonnen hatte: "Chimaira Christmas 2020". Aufgrund der COVID-19-Pandemie wurden diese Pläne jedoch auf Eis gelegt. "[Die Show] war gebucht, aber noch nicht angekündigt worden. Wir wollten sie nicht vor Mitte des Sommers ankündigen. Arnold zögerte, die Band als lebendig zu bezeichnen, sagte aber, dass sie "auf jeden Fall wiedererweckt wurde und bereit war, aufzutauchen" ("certainly reawakened and was prepped to emerge"). Rob Arnold sagte auch, dass es Diskussionen über die Zusammenstellung neuer Musik gab, dass Riffs miteinander ausgetauscht worden waren, aber keine vollständigen Songs fertiggestellt worden waren und es keine unmittelbaren Pläne gab, ein neues Album aufzunehmen oder zu veröffentlichen.

### 2023 Reunion
Am 13. Dezember 2022 kündigte die Band zwei Reunion-Shows an, die im Mai 2023 stattfinden sollten, um das 20-jährige Jubiläum von The Impossibility of Reason zu feiern. Fünf Monate später postete ihr Instagram-Account ein Bild des Bandlogos mit "XXV" in der Mitte, was möglicherweise auf ein Konzert zum 25-jährigen Jubiläum hinwies.
Die Band kündigte für 2024 Auftritte beim Inkcarceration Fest, ihrem ersten Festivalkonzert seit 14 Jahren, und beim Headbanger's Boat an, das von Lamb of God angeführt wurde.

## Diskografie

### Studioalben
| Jahr | Titel Musiklabel                               | Höchstplatzierung, Gesamtwochen, AuszeichnungChartplatzierungen (Jahr, Titel, Musiklabel, Platzierungen, Wochen, Auszeichnungen, Anmerkungen) | Höchstplatzierung, Gesamtwochen, AuszeichnungChartplatzierungen (Jahr, Titel, Musiklabel, Platzierungen, Wochen, Auszeichnungen, Anmerkungen) | Höchstplatzierung, Gesamtwochen, AuszeichnungChartplatzierungen (Jahr, Titel, Musiklabel, Platzierungen, Wochen, Auszeichnungen, Anmerkungen) | Höchstplatzierung, Gesamtwochen, AuszeichnungChartplatzierungen (Jahr, Titel, Musiklabel, Platzierungen, Wochen, Auszeichnungen, Anmerkungen) | Höchstplatzierung, Gesamtwochen, AuszeichnungChartplatzierungen (Jahr, Titel, Musiklabel, Platzierungen, Wochen, Auszeichnungen, Anmerkungen) | Anmerkungen                           |
| Jahr | Titel Musiklabel                               | DE | AT | CH | UK | US | Anmerkungen                           |
| ---- | ---------------------------------------------- | --- | --- | --- | --- | --- | ------------------------------------- |
| 2001 | Pass Out of Existence Roadrunner Records       | — | — | — | — | — | Erstveröffentlichung: 2. Oktober 2001 |
| 2003 | The Impossibility of Reason Roadrunner Records | — | — | — | — | US117 (1 Wo.)US | Erstveröffentlichung: 13. Mai 2003    |
| 2005 | Chimaira Roadrunner Records                    | DE60 (1 Wo.)DE | — | — | UK62 (1 Wo.)UK | US74 (2 Wo.)US | Erstveröffentlichung: 9. August 2005  |
| 2007 | Resurrection Ferret Music / Nuclear Blast      | DE71 (2 Wo.)DE | AT58 (1 Wo.)AT | — | UK76 (1 Wo.)UK | US42 (3 Wo.)US | Erstveröffentlichung: 6. März 2007    |
| 2009 | The Infection Ferret Music / Nuclear Blast     | DE85 (1 Wo.)DE | AT71 (1 Wo.)AT | — | — | US30 (4 Wo.)US | Erstveröffentlichung: 21. April 2009  |
| 2011 | The Age of Hell eOne Music                     | — | — | — | — | US54 (1 Wo.)US | Erstveröffentlichung: 16. August 2011 |
| 2013 | Crown of Phantoms eOne Music                   | — | — | — | — | US52 (1 Wo.)US | Erstveröffentlichung: 30. Juli 2013   |

### EPs
- 2000: This Present Darkness
- 2004: The Dehumanizing Process (EP / DVD)